# Babygirl
Babygirl er en amerikansk film fra 2024 af Halina Reijn.

## Medvirkende
- Nicole Kidman
- Harris Dickinson
- Antonio Banderas
- Sophie Wilde
- Jean Reno
- John Cenatiempo
- Vaughan Reilly